# Luís Menéndez Maseras
Luís Menéndez Maseras fou un militar manresà.

## Biografia
Com a conseqüència dels fets d'octubre del 1934, es va suspendre l'Ajuntament de Manresa i es designà alcalde-gestor de la ciutat el comandant del Batalló de Metralladores núm. 4, Luís Menéndez. Aquest càrrec l'exercí fins al 14 de maig del 1935.
El 19 de juliol de 1936, quan esclatà la insurrecció militar a Catalunya, Menéndez Maseras es trobava al capdavant de la caserna de Manresa, on feia pocs mesos havia substituït el coronel colpista Emeterio Saz. Luís Menéndez va adoptar una actitud favorable a mantenir la legalitat republicana i aplacà les intencions d'alguns oficials propers a l'aixecament.
El 2 d'agost de 1936, va comandar el Batalló de Metralladores núm.4 de Manresa que partí cap a Saragossa amb uns 400 soldats.